# Огиб
Огиб — посёлок в Усть-Донецком районе Ростовской области.
Входит в состав Нижнекундрюченского сельского поселения.

## География

### Улицы
| - ул. Донецкая, - ул. Лесная, - ул. Набережная, - ул. Новая, - ул. Песчаная, - ул. Полевая, | - ул. Садовая, - ул. Совхозная, - ул. Степная, - пер. Дачный, - пер. Спортивный. |

## История
Поселок Огиб — это бывший винсовхоз «Донская Чаша».

## Население
| 2010 |
| ---- |
| 67   |

## Достопримечательности
На территории поселка расположен комплексный памятник природы Урочище Огиб.